# Gustaw Herling-Grudziński

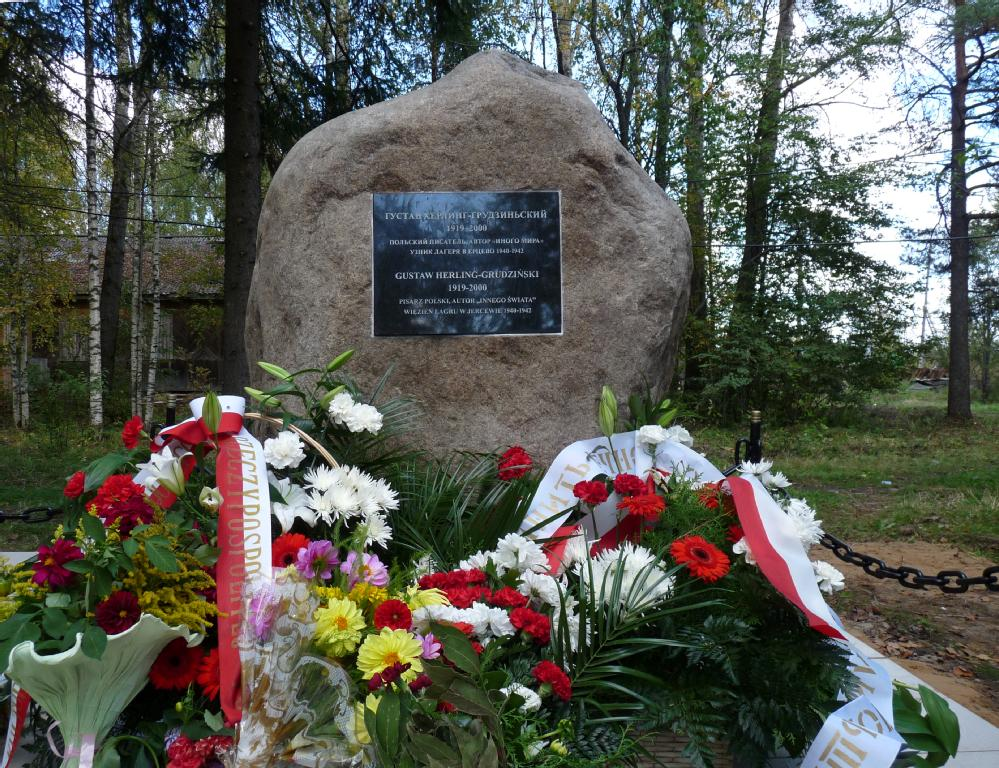
Minnesmärke av författaren i Yertsevo, Ryssland

Gustaw Herling-Grudziński (polskt uttal: [ˈgustaf 'herlink gru 'dʑiɲskʲi]) född 20 maj 1919 i Kielce (eller i Skrzelczyce), död 4 juli 2000 i Neapel, var en polsk författare, essäist, litteraturkritiker, journalist, soldat och krigsfånge i Gulag. År 1940 anhölls han av sovjeter sedan Röda armén gått in i östra Polen. År 1942 släpptes han fri och tog värvning vid den polska armén, som leddes av general Władysław Anders. Han belönades med orden Virtuti Militari för sin tapperhet i slaget om Monte Cassino. Efter andra världskriget var han aktiv inom den dissidentiska rörelsen mot kommunismen. Han var med och startade den sedermera inflytelserika exiltidskriften Kultura. År 1951 gav Herling ut En värld för sig som är ett av de mest betydande skildringarna kring de omänskliga betingelserna i Gulag. Hans hustru i andra giftet var Lidia Croce, en dotter till italienska historikern och filosofen Benedetto Croce. Under hela den kommunistiska regimen i Polen var Herling-Grudziński en författare i exil.  Efter kommunismens sammanbrott belönades han år 1998 med Vita örnens orden.

## Biografi
Författaren föddes 20 maj 1919 i en poloniserad, men till judisk tro bekännande familj, med namnet Gecel vel Gustaw. Hans far hette Jakub-Josek Herling, vel Grudziński och mor Dobrysia, född Bryczkowska, vanligen kallad Dorota. Familjen bodde i Kielce men åkte på sommaren ofta till sin bondgård i Skrzelczyce, i kommunen Pierzchnica. Sonens födelse registrerades inte av fadern förrän den 17 juli 1919. I födelsesregistret uppges att Gustaw föddes i Skrzelczyce, men Gustaw själv och hans familj hävdade att han var född i Kielce. Några år senare såldes bondgården och familjen köpte en kvarn i Suchedniów som författaren återkallade senare i hans böcker.
Gustaw gick först i skola i Kielce. Hans far ville att sonen skulle studera vid jordbrukshögskolan Szkoła Główna Gospodarstwa Wiejskiego w Warszawie, men Gustaw bestämde sig för att studera polonistik vid universitetet i Warszawa. Den litterära debuten skedde i tidskriften Kuźnia Młodych. Därefter publicerade Herling-Grudziński artiklar i tidskrifterna Ateneum, Pion, Pióro och var redaktör av de litterära sidor i Przemiany och senare i Orka na Ugorze.
Efter andra världskrigets utbrott grundade Herling tillsammans med några kamrater den 15 oktober 1939 en av de första polska motståndsrörelserna, som kallades Polska Ludowa Akcja Niepodległościowa (PLAN, Polska Folkiga Oavhängighet Aktion). I mars 1940 försökte Herling att lämna den sovjetockuperade delen av Polen och komma in i Litauen som vid den tiden var en suverän stat. Han blev emellertid röjd av de lejda vägledarna för NKVD och arresterades. Herling dömdes summariskt till 5 års fängelse i Gulag och sattes i läger i Kargopol och Yertsevo, i det ryska länet Archangelsk oblast. Sedan Nazityskland invaderat Sovjetunionen i juni 1941 undertecknades Sikorski-Mayskij-avtalet mellan Polen och Sovjetunionen. Detta innebar amnesti för polska fångar i läger och fängelser. Herling-Grudziński  var dock tvungen att först genomföra en dramatisk hungerstrejk, för att genomdriva sina rättigheter att bli frisläppt. Till sist befriades han den 20 januari 1942. Den förskräckliga tiden i lägret skildrade Herling-Grudziński i romanen En värld för sig. I mars samma år anslöt han sig till general Anders armé vid Lugowoje. Han kämpade med armén och deltog bland annat vid slaget om Monte Cassino. För tapperhet i strid belönades han med Virtuti Militari orden.
Efter kriget var Polen under sovjetkontroll. Därför gick Herling i politisk exil. Under hela den kommunistiska regimen i Polen förblev han polsk exilförfattare och var aktiv inom den dissidentiska rörelsen mot kommunismen. Tillsammans med sin hustru Krysytna (flicknamn Stojanowska, primo voto Domańska) bosatte han sig i London. Där verkadehan som publicist för veckotidningen Wiadomości. Han var också med om att grunda den betydande exiltidskriften Kultura, publicerade där och var medlem av det till tidskriften hörande exilförlaget, Instytut Literacki. Herling-Grudziński var aktiv inom det polska socialistiska partiet i exil (Polska Partia Socialistyczna, PPS), men avgick efter att hans vän Adam Ciołkosz uteslutits från organisationen.
Hans mest berömda bok, En värld för sig, publicerades först i engelsk översättning av Andrzej Ciołkosz år 1951 i London. Med inledning av Bertrand Russell blev boken det första betydande vittnesmålet om grymheten i de sovjetiska lägren (efter vittnesmålen av Viktor Kravtjenko och Julius Margolin men 10 år innan Aleksandr Solzjenitsyn gav ut En dag i Ivan Denisovitjs liv).  Den polska versionen publicerades i London, men inte förrän år 1953 och den första upplagan i Polen gavs ut i undergroundupplaga så sent som år 1980 och officiellt inte förrän år 1988. Den svenska översättningen (från engelska) kom år 1952. Den franska utgåvan var tänkt att utkomma 1955, men försenades av den franska vänstern och publicerades inte förrän år 1985. Däremot skrev franska Albert Camus om den boken
"...selon mon opinion, votre livre devrait etre publié et lu dans tous les pays, autant pour ce qu'il est que pour ce qu'il dit..."
"...jag anser att Er bok borde ges ut och läsas i alla länder både för vad den är och vad den beskriver..."
Någon tid efter publikationen av den engelska upplagan av En värld för sig, år 1952, begick hans hustru Krystyna självmord. Det hände strax innan de skulle flytta till München. Herling-Grudziński kom att arbeta ensam där, för Radio Free Europe. År 1955 bosatte han sig i Neapel där han gifte om sig med Lidia Croce, dotter till den italienska historikern och filosofen Benedetto Croce. Längre fram samarbetade han med KOR (Kommitté för arbetarnas försvar), och PPN (Polska samförståndet för självständighet) i Polen. Efter 1989 var han i Polen aktiv i det liberal-konservativa partiet Ruchu Stu. Han var också medlem av Stowarzyszenie Pisarzy Polskich (Förening av de polska författarna).
Herling-Grudziński erhöll många litterära priser, däribland italienska Premio Viareggio och Premio Vittorini, The News priset, det internationella Prix Gutenberg och Franska PEN-klubbens pris. I polska litterära kretsar erhöll han Kultura-priset (1958), Jurzykowski-priset (1964), Kościelskistiftelsens pris (1966), och Polska PEN-klubben pris (1990). Han blev också hedersdoktor av Jagellonska universitetet, Maria Skłodowska-Curie-universitetet  i Lublin och Adam Mickiewiczuniversitetet i Poznań. Han belönades också med Vita örnens orden
Gustaw Herling-Grudziński dog den 4 juli 2000 i Neapel av hjärnblödning. Han är begravd på Poggioreale kyrkogård i Neapel.
I september 2009 avtäcktes ett minnesmärke av författaren i Yertsevo, Archangelsk oblast.